# Плеш (Жужемберк)
Плеш (словен. Pleš) — поселення в общині Жужемберк, регіон Південно-Східна Словенія, Словенія. Висота над рівнем моря: 506 м.